# Kup Zagrebačkog nogometnog saveza 2001./02.
Kup Zagrebačkog nogometnog saveza za sezonu 2001./02. je igran od rujna 2001. do svibnja 2002. godine 
 U kupu nastupaju klubovi s područja Grada Zagreba, a pobjednik natjecanja natjecanja je stekao pravo nastupa u pretkolu Hrvatskog kupa u sezoni 2002./03. 

Kup je osvojilo Croatia iz Sesveta, pobijedivši u završnici Trnje iz Zagreba.

## Sudionici
U natjecanju su sudjelovala 42 kluba, prikazani prema pripadnosti ligama u sezoni 2001./02. 
| 2. HNL – Zapad-Jug (II.) - Croatia Sesvete - Trnje Zagreb 3. HNL – Središte (III.) - Dragovoljac Hrašće (Hrašće Turopoljsko) - Lokomotiva Zagreb - Lučko - Špansko Zagreb - ZET Zagreb | 1. Zagrebačka liga (IV.) - Concordia Zagreb - Dinamo Odranski Obrež - Dubrava Zagreb - HAŠK Zagreb - Jarun Zagreb - Mladost Buzin - Odra - Ponikve Zagreb - Rudeš C.I.O.S. Zagreb - Sava Zagreb - Sava Jakuševac (Zagreb) - Sloga Zagreb - Tekstilac-Ravnice Zagreb - Trešnjevka Zagreb - Vrapče Zagreb | 2. Zagrebačka liga (V.) - Čehi Kapra (Gornji Čehi) - Čulinec Zagreb - Ivanja Reka - Kašina - Maksimir Zagreb - Mala Mlaka - Mladost Donji Dragonožec - Podsused Zagreb - Polet Sveta Klara (Zagreb) - Prečko Zagreb - Prigorje Markuševec (Zagreb) - Prigorje Žerjavinec - RIZ Odašiljači Zagreb - Studentski grad Zagreb - Šparta Elektra Zagreb | 3. Zagrebačka liga (VI.) - Blato Zagreb - Brezovica - Crni biseri Zagreb - Nur Zagreb - Omladinac Odranski Strmec |

## Rezultati

### 1. kolo
Igrano 12. rujna 2001. 
| klub1                        | klub2                     | rez. |  |
| ---------------------------- | ------------------------- | ---- |  |
| Blato Zagreb                 | Podsused Zagreb           | 2:3  |  |
| Čehi Kapra (Gornji Čehi)     | Brezovica                 | 0:5  |  |
| Čulinec Zagreb               | Kašina                    | 1:0  |  |
| Ivanja Reka                  | Mladost Donji Dragonožec  | 5:4  |  |
| Polet Sveta Klara (Zagreb)   | Omladinac Odranski Strmec | 6:3  |  |
| Prečko Zagreb                | Nur Zagreb                | 2:1  |  |
| Prigorje Markuševec (Zagreb) | Prigorje Žerjavinec       | 5:1  |  |
| RIZ Odašiljači Zagreb        | Maksimir Zagreb           | 0:4  |  |
| Šparta Elektra Zagreb        | Crni biseri Zagreb        | 9:1  |  |

### 2. kolo
Igrano 26. rujna 2001. 
| klub1 | klub2 | rez. |                                                     |
| --- | --- | --- | --------------------------------------------------- |
| Dubrava Zagreb                                                                                              | Čulinec Zagreb                                                                                              | 2:0 |                                                     |
| Maksimir Zagreb                                                                                             | Prečko Zagreb                                                                                               | 6:1 |                                                     |
| Mala Mlaka                                                                                                  | Studentski grad Zagreb                                                                                      | 2:2 (3:1 11 m)                                                                                              | Mala Mlaka prošla boljim izvođenjem jedanaesteraca  |
| Mladost Buzin                                                                                               | Vrapče Zagreb                                                                                               | 0:1 |                                                     |
| Podsused Zagreb                                                                                             | Odra | 1:2 |                                                     |
| Prigorje Markuševec (Zagreb)                                                                                | HAŠK Zagreb                                                                                                 | 1:1 (9:8 11 m)                                                                                              | Prigorje prošlo boljim izvođenjem jedanaesteraca    |
| Rudeš C.I.O.S. Zagreb                                                                                       | Jarun Zagreb                                                                                                | 0:2 |                                                     |
| Sava Jakuševac (Zagreb)                                                                                     | Šparta Elektra Zagreb                                                                                       | 3:5 |                                                     |
| Tekstilac-Ravnice Zagreb                                                                                    | Ivanja Reka                                                                                                 | 1:1 (4:5 11 m)                                                                                              | Ivanja Reka prošla boljim izvođenjem jedanaesteraca |
| Trešnjevka Zagreb                                                                                           | Sloga Zagreb                                                                                                | 1:1 (2:4 11 m)                                                                                              | Sloga prošla boljim izvođenjem jedanaesteraca       |
| Brezovica, Concordia Zagreb, Dinamo Odranski Obrež, Polet Sveta Klara (Zagreb), Ponikve Zagreb, Sava Zagreb | Brezovica, Concordia Zagreb, Dinamo Odranski Obrež, Polet Sveta Klara (Zagreb), Ponikve Zagreb, Sava Zagreb | Brezovica, Concordia Zagreb, Dinamo Odranski Obrež, Polet Sveta Klara (Zagreb), Ponikve Zagreb, Sava Zagreb | slobodni                                            |

### 3. kolo
Igrano 10. listopada 2001. 
| klub1                 | klub2                        | rez.           |                                                        |
| --------------------- | ---------------------------- | -------------- | ------------------------------------------------------ |
| Brezovica             | Concordia Zagreb             | 2:5            |                                                        |
| Dubrava Zagreb        | Sava Zagreb                  | 2:4            |                                                        |
| Jarun Zagreb          | Ivanja Reka                  | 0:0 (5:6 11 m) | Ivanja Reka prošla boljim izvođenjem jedanaesteraca    |
| Maksimir Zagreb       | Prigorje Markuševec (Zagreb) | 1:2            |                                                        |
| Odra                  | Dinamo Odranski Obrež        | 1:2            |                                                        |
| Ponikve Zagreb        | Polet Sveta Klara (Zagreb)   | 0:1            |                                                        |
| Sloga Zagreb          | Vrapče Zagreb                | 1:5            |                                                        |
| Šparta Elektra Zagreb | Mala Mlaka                   | 1:1 (5:4 11 m) | Šparta Elektra prošla boljim izvođenjem jedanaesteraca |

### 4. kolo
Igrano 24. listopada 2001. 
| klub1                        | klub2                                   | rez.                         |          |
| ---------------------------- | --------------------------------------- | ---------------------------- | -------- |
| Croatia Sesvete              | Špansko Zagreb                          | 7:3                          |          |
| Dinamo Odranski Obrež        | Lokomotiva Zagreb                       | 2:1                          |          |
| Ivanja Reka                  | Concordia Zagreb                        | 4:3                          |          |
| Lučko                        | Sava Zagreb                             | 5:1                          |          |
| Trnje Zagreb                 | Šparta Elektra Zagreb                   | 3:0                          |          |
| Vrapče Zagreb                | Polet Sveta Klara (Zagreb)              | 7:4                          |          |
| ZET Zagreb                   | Dragovoljac Hrašće (Hrašće Turopoljsko) | 0:5                          |          |
| Prigorje Markuševec (Zagreb) | Prigorje Markuševec (Zagreb)            | Prigorje Markuševec (Zagreb) | slobodni |

### Četvrtzavršnica
Igrano 16., 17. i 18. travnja 2002. 
| klub1                                   | klub2                        | rez. |  |
| --------------------------------------- | ---------------------------- | ---- |  |
| Dinamo Odranski Obrež                   | Prigorje Markuševec (Zagreb) | 2:1  |  |
| Dragovoljac Hrašće (Hrašće Turopoljsko) | Croatia Sesvete              | 0:4  |  |
| Trnje Zagreb                            | Lučko                        | 2:0  |  |
| Vrapče Zagreb                           | Ivanja Reka                  | 7:2  |  |

### Poluzavršnica
Igrano 30. travnja 2002. 
| klub1                 | klub2         | rez.           |                                                 |
| --------------------- | ------------- | -------------- | ----------------------------------------------- |
| Croatia Sesvete       | Vrapče Zagreb | 1:1 (5:4 11 m) | Croatia prošla boljim izvođenjem jedanaesteraca |
| Dinamo Odranski Obrež | Trnje Zagreb  | 1:4            |                                                 |

### Završnica
Igrano 7. svibnja 2002. 
| klub1        | klub2           | rez. |                              |
| ------------ | --------------- | ---- | ---------------------------- |
| Trnje Zagreb | Croatia Sesvete | 0:1  | Croatia pobjednik Kupa ZNS-a |

## Poveznice
- Zagrebački nogometni savez
- Kup Zagrebačkog nogometnog saveza